# Deulek
Deulek (nep. देउलेक) – gaun wikas samiti w zachodniej części Nepalu w strefie Mahakali w dystrykcie Baitadi. Według nepalskiego spisu powszechnego z 2011 roku liczył on 476 gospodarstw domowych i 2437 mieszkańców (1382 kobiety i 1055 mężczyzn).